# Marchand
Marchand é uma palavra francesa (em português, 'mercador' ou 'comerciante') que, em alguns países não francófonos, designa o profissional que negocia obras de arte.
A palavra se refere não só àquele que compra e vende objetos artísticos mas também a um tipo de prestador de serviços que atua na divulgação do artista, podendo representá-lo comercialmente nas relações com galeristas, colecionadores, museus e assemelhados. À maneira de um corretor especializado, esse profissional não realiza a compra ou a venda de objetos. Apenas intermedeia as relações entre o artista e o mercado de arte. No Brasil, segundo a terminologia do Ministério do Trabalho, o marchand é designado como agenciador de obras de arte - um tipo específico de prestador de serviços autônomo, com registro legal e exigências normativas fixadas pelas prefeituras de cada município. Trata-se de uma profissão para a qual não há formação acadêmica específica. No entanto, a prática dessas atividades de intermediação e assessoria requer algum conhecimento sobre história da arte e, especialmente, sobre o mercado de objetos de arte e os vários agentes que o constituem. [carece de fontes?]

## Organizações profissionais internacionais
- Antique Tribal Art Dealers Association, Inc. (ATADA)[3]
- Art Dealers Association of America (ADAA)[4]
- Confédération Internationale des Négociants en Oeuvres d'Art (CINOA)[5]
- The European Fine Art Foundation  (TEFAF)[6]